# El sur (cuento)
El Sur es un cuento del escritor argentino Jorge Luis Borges que fue publicado inicialmente en 1953 en el periódico La Nación, y en 1956 en el libro Artificios, la segunda parte de Ficciones.
En el prólogo del volumen, el mismo Borges dice que El Sur es "acaso mi mejor cuento". Borges manifiesta su gran inclinación por la obra, no solo por los muchos rasgos autobiográficos, sino porque ha logrado combinar varios de sus temas predilectos: el sueño, el destino, el tiempo y la muerte del personaje.

## Historia
El Almacén de Santa Rita fue construido hacia 1870 en la confluencia del Camino Real y el Camino de las Tropas (actualmente Av. Hipólito Yrigoyen y Av.Gral. Frías - Adrogué, Pcia de Buenos Aires). Funcionaba como almacén de ramos generales y despacho de bebidas. Allí se filmó la película "De eso no se habla", de María Luisa Bemberg, y pasaron figuras como Marcello Mastroianni, Joan Manuel Serrat, Luisina Brando.
Fue el último cuento de puño y letra, antes de quedar ciego. De allí se desprende esa maestría para no perder detalles de ese almacén antiguo que él describe en el cuento y que muchos dan por descontado que se trata del Almacén de Ramos Generales Santa Rita.
Borges lo inmortalizó con estas líneas de "El Sur": "El almacén había sido punzó, pero los años habían mitigado para su bien ese color violento. Algo en su pobre arquitectura le recordó un grabado en acero, acaso de una vieja edición de Pablo y Virginia. Atados al palenque había unos caballos."
El manuscrito de "El Sur" fue fechado en Adrogué y subastado en junio de 2002 por 186 000 dólares. El dinero fue pagado por la fundación suiza.
La información periodística del 21 de junio de 2002 daba cuenta de que "la venta fue un éxito. Los 186 000 dólares conseguidos por la versión manuscrita de su cuento «El Sur», escrito en 1953 y datado en Adrogué, superó ampliamente la base inicial estimada de unos 90 000".
Las hojas eran 18 páginas amarillentas arrancadas de un cuaderno espiral y con márgenes llenos de anotaciones del propio Borges.

## Argumento
El cuento tiene como protagonista a un hombre llamado Juan Dahlmann, secretario de una biblioteca municipal de Buenos Aires.
Cabe destacar el nacionalismo de Dahlmann:

“Su abuelo materno había sido aquel Francisco Flores, del 2 de infantería de línea, que murió en la frontera de Buenos Aires, lanceado por indios de Catriel: en la discordia de sus dos linajes, Juan Dahlmann (tal vez a impulso de la sangre germánica) eligió el de ese antepasado romántico, o de muerte romántica.”

Dahlmann mantenía en el Sur el casco de una estancia que había pertenecido a su abuelo materno, pero “Las tareas y acaso la indolencia lo retenían en la ciudad.”
“Nadie ignora que el Sur empieza del otro lado de Rivadavia. Dahlmann solía repetir que ello no es una convención y que quien atraviesa esa calle entra en un mundo más antiguo y más firme.” Se puede establecer que las vías del ferrocarril representan la división entre el Norte y el Sur, donde el Norte constituye con la civilización y el Sur con la barbarie.
Un día, se golpea la cabeza con el borde de una ventana que alguien dejó abierta. Después de ocho días de fiebre, es llevado a un hospital. Dahlmann está en lecho de muerte; el lector confunde constantemente el lugar en donde se encuentra Dahlmann, se muestran dos lugares paralelos, el Sur y hospital, no se sabe si por la fiebre el personaje alucina con estar en el Sur, si simplemente es su deseo, o si se ha recuperado y ha podido viajar. En el final del cuento, Dahlmann muere en el Sur en una disputa por su linaje con un caballero que lo estaba molestando.
Sin embargo se puede interpretar que esa muerte no es real; que Dahlmann nunca estuvo en el Sur, permaneció y murió en la camilla del sanatorio. Ante la posibilidad de una muerte absurda, sintió odio por sí mismo, se sintió humillado, y soñó una muerte “criolla”, como había sido la de su abuelo materno.
"Sintió, al atravesar el umbral, que morir en una pelea a cuchillo, a cielo abierto y acometiendo, hubiera sido una liberación para él, una felicidad y una fiesta, en la primera noche del sanatorio, cuando le clavaron la aguja. Sintió que si él, entonces, hubiera podido elegir o soñar su muerte, ésta es la muerte que hubiera elegido o soñado."

## Análisis del cuento
Para el académico Gustavo Faverón Patriau, este cuento está estrechamente ligado al relato «Ser polvo» de Santiago Dabove.